# إكسبريس واي-فاي
إكسبريس واي-فاي (بالإنجليزية: Express Wi-Fi) هي خدمة إتصال لاسلكية من قبل فيسبوك تحت إدارة إنترنت دوت أورج. من خلال متابعة تطبيق (Free Basics). توفر الخدمة إمكانية الوصول إلى الإنترنت من خلال استخدام نقاط اتصال واي-فاي العامة «منخفضة التكلفة وعالية النطاق الترددي», حسب فيسبوك.
اعتبارًا من مايو 2017, كانت خدمة إكسبريس واي-فاي نشطة في كينيا وإندونيسيا وتنزانيا والهند ونيجيريا.

## مواقع التشغيل

### الهند
في ما يقرب من 700 نقطة ساخنة عبر أربع ولايات في الهند، تم إطلاق الخدمة في 4 مايو 2017.

### كينيا
تم إطلاق شراكة مع Surf, وهي مزود خدمة إنترنت ISP في كينيا، وخدمة إكسبريس واي-فاي في البلاد في 29 مارس 2017 لتوفير 100 نقطة اتصال واي-فاي في منطقة نيروبي الكبرى. أعلن «أوتشي أوفوديلي», الرئيس الإقليمي لشركة «أفريكا إكسبريس واي فاي», الرائدة في كينيا، في مجال الابتكار في القارة، كسبب لجلب الخدمة في البلاد.

### نيجيريا
في نيجيريا، قبل الدخول في شراكة مع (Tizeti Network Limited), وهو مزود خدمة إنترنت لاسلكي في لاغوس، كانت الخدمة بالتعاون فقط مع (coollink.ng).